# جری جیمسون
جری جیمسون (انگلیسی: Jerry Jameson؛ زادهٔ ۲۶ نوامبر ۱۹۳۴) یک کارگردان، و تدوین‌گر اهل ایالات متحده آمریکا است. وی از سال ۱۹۶۹ میلادی تاکنون مشغول فعالیت بوده‌است.
- ۱۹۷۳: کنن
- ۱۹۷۴: مرد شش‌میلیون‌دلاری
- ۱۹۷۴: مک‌کلاود
- ۱۹۷۵: آیرونساید (مجموعه تلویزیونی)
- ۱۹۷۵: خیابان‌های سانفرانسیسکو
- ۱۹۷۵: هاوایی فایو-او
- ۱۹۷۶: آوای وحش (فیلم ۱۹۷۶) (فیلم تلویزیونی)
- ۱۹۷۷: فرودگاه ۷۷ (فیلم)
- ۱۹۸۷: دالاس (مجموعه تلویزیونی ۱۹۷۸)
- ۱۹۹۶: پزشک دهکده
- ۲۰۱۵: اسیر (فیلم ۲۰۱۵)